# Синій Рид
Си́ній Рид (болг. Сини рид) — село в Бургаській області Болгарії. Входить до складу общини Руєн.

## Населення
За даними перепису населення 2011 року у селі проживали 360 осіб, з них 309 осіб (99,7%) — турки.
Розподіл населення за віком у 2011 році:
Динаміка населення: